# Capanna d’Efra
Die Capanna d’Efra (deutsch Efrahütte) ist eine Selbstversorgerhütte oberhalb von Frasco in der Gemeinde Verzasca im Val d’Efra in den Tessiner Alpen. Sie ist eine der fünf Schutzhütten, die die Via Alta della Verzasca (VAV) bilden und der Società Escursionistica Verzaschese (SEV) gehören.

## Beschreibung
Die Hütte liegt auf 2039 m ü. M. in einem Seitental des Verzascatals. Sie wurde 1990 eingeweiht. Zwei ursprüngliche Alpgebäude der Corte di Cima in den höchsten Weideflächen der Alpe dell'Efra wurden zu Berghütten umgebaut.
Die Hütte ist auf zwei Gebäude aufgeteilt. Im ersten befindet sich eine Küche mit Aufenthalts- und Essraum. Die Küche ist mit einem Holz- und Gasherd und Kochgeschirr ausgerüstet. Toiletten und fliessendes Wasser befinden sich im Inneren des Gebäudes. Die Hütten werden mit Holz beheizt und mit Solarzellen beleuchtet. Im zweiten Gebäude hat es einen Raum mit 24 Betten.
Die Efrahütte liegt an den Etappen R87/R88 der Via Alpina, die von Biasca (292 m ü. M.) über den Passo di Gagnone (2204 m ü. M.) nach Sonogno (916 m ü. M.) führen.
Die Hütte ist Etappenort der achten Etappe des Höhenwegs Via Alta Idra, der in 12 Etappen von der Quelle des Flusses Tessin bis zu seiner Mündung in den Lago Maggiore führt.

## Zustieg
- Von Frasco-Chiesa kann die Hütte in 3 ½ Stunden Gehzeit erreicht werden (Schwierigkeitsgrad T2).
- Von Personico (327 m ü. M.), Valle Leventina, über das Val d’Ambra  (über den Stausee Lago die Rierna) in 7 Stunden (T2).
- Vom Stausee Lago di Rierna (595 m ü. M.) in 6 Stunden (T2). Mit dem Auto erreichbar.

Frasco und Personico sind mit öffentlichen Verkehrsmitteln erreichbar.

## Aufstieg
- Cima di Gagnone (2518 m ü. M.) in 1 ½ Stunden (T3).

## Übergänge
Diese Übergänge sind Teil der Via Alta della Verzasca und nur für sehr erfahrene Berggänger:
- Capanna Alpe Fümegna in 8 Stunden
- Capanna Cògnora in 8 Stunden
- Capanna Cornavosa in 8 ½ Stunden